# Storm over Damme
Storm over Damme is het tiende stripverhaal uit de reeks van De Rode Ridder. Het is geschreven door Willy Vandersteen en getekend door Karel Verschuere. De eerste albumuitgave was in 1962.

## Het verhaal
In dit verhaal lijdt Johan schipbreuk ergens in het Zwin. Hij wordt gered van strandschuimers door Frans Ackermans. Johan besluit hem te helpen en mede door zijn toedoen kan Damme veroverd worden op de Franse bezetting. Ten slotte helpt Johan nog eens de Gentenaren te ontsnappen uit datzelfde Damme als de stad belegerd wordt door het Franse leger.